# Couteau de chef

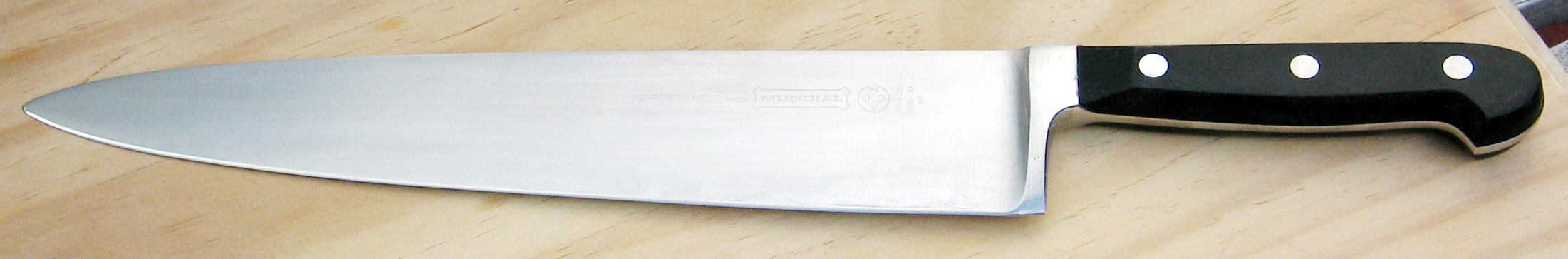
Un couteau de chef.

Le chef est un couteau de cuisine multi-usage de 20 à 30 cm à lame épaisse. Il sert notamment à hacher, ciseler ou émincer.
Le santoku japonais est proche du couteau de chef.